# Obóz Zjednoczenia Narodowego
Obóz Zjednoczenia Narodowego (popularnie nazywany też Ozon) – organizacja polityczna tworzona na polecenie marszałka Edwarda Rydza-Śmigłego od połowy 1936 roku. Jej powstanie ogłosił płk dypl. Adam Koc w deklaracji ideowo-politycznej wygłoszonej w radiu 21 lutego 1937, a pomysłodawcą nazwy Obozu Zjednoczenia Narodowego był Ferdynand Goetel.
Obóz Zjednoczenia Narodowego wywodził się ze środowisk sanacyjnych. Celem organizacji było wzmocnienie obronności państwa i wdrażanie postanowień konstytucji kwietniowej (1935). Starano się eksponować rolę armii oraz Rydza-Śmigłego jako następcy marsz. Józefa Piłsudskiego. Manifestowało się to m.in. poprzez wydanie przez prezesa Rady Ministrów gen. Felicjana Sławoja Składkowskiego 13 lipca 1936 r. okólnika uznającego Rydza-Śmigłego za „drugą osobą w państwie po Panu Prezydencie”, co naruszało porządek konstytucyjny – w myśl konstytucji z 1935 r. w osobie prezydenta RP skupia się jednolita i niepodzielna władza państwowa (art. 2 ust. 4), zaś jego zastępcą, przy tym bez tytułu „drugiej osoby w państwie”, był marszałek Senatu (art. 23).

## Geneza

Jeden ze znaków OZN

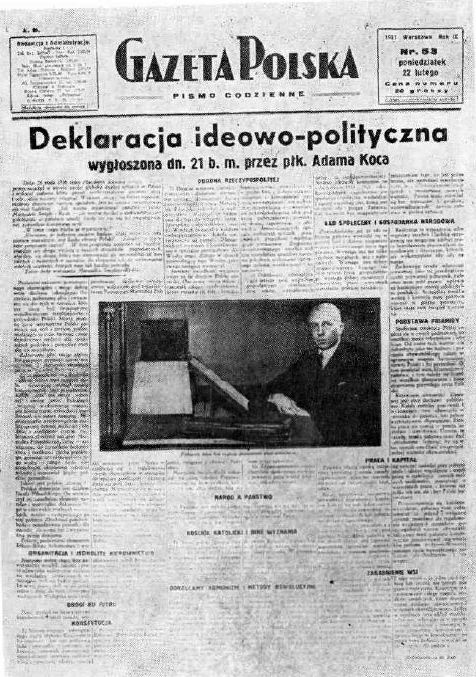
Deklaracja programowa OZN-u w numerze Gazety Polskiej z 22 lutego 1937 roku

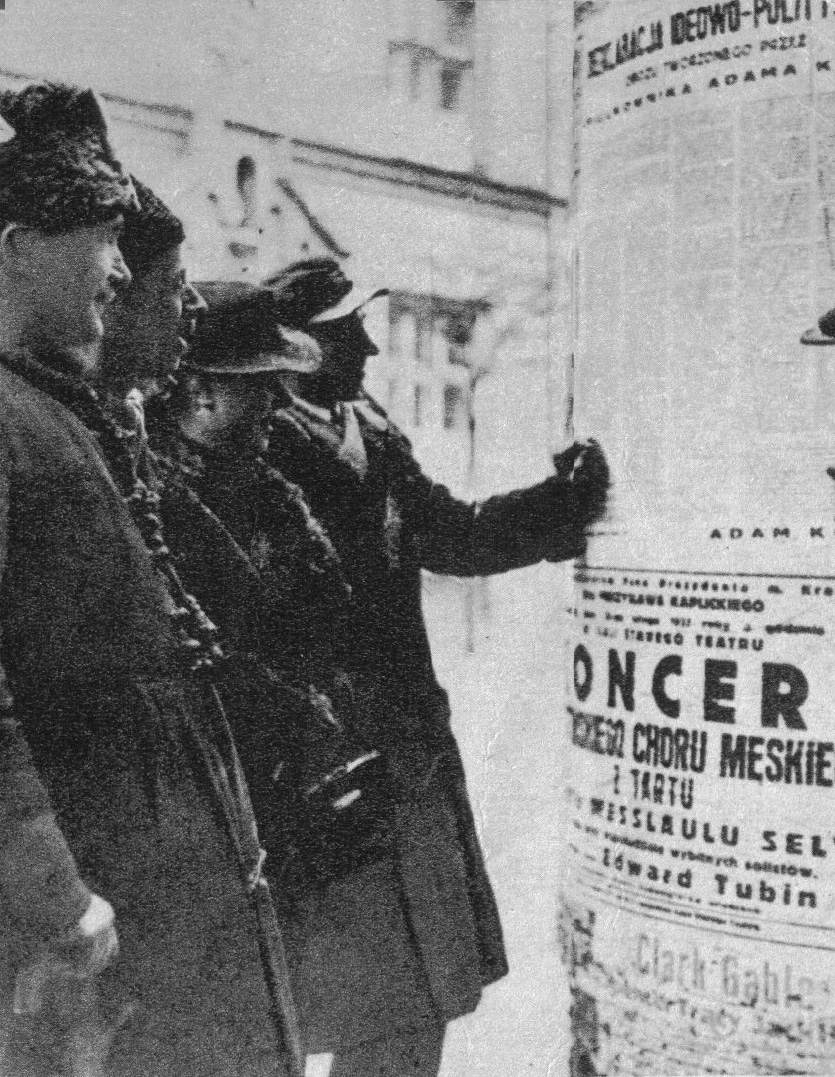
Deklaracja programowa OZN-u rozplakatowywana na słupach ogłoszeniowych, luty 1937 r.

Kiedy zabrakło autorytetu Piłsudskiego, szybko doszło do rozbicia obozu sanacji na kilka grup. Powstały trzy ośrodki władzy:
- zamkowy – skupiony wokół prezydenta Ignacego Mościckiego.
- GISZ-a – z Generalnym Inspektorem Sił Zbrojnych, którym był gen. Edward Rydz-Śmigły.
- „pułkowników” – z premierem płk Walerym Sławkiem na czele.

Po wyborach w październiku 1935 Walery Sławek w proteście przeciw żądaniu prezydenta włączenia do rządu Eugeniusza Kwiatkowskiego jako jednocześnie ministra skarbu i wicepremiera podał się do dymisji, a nowym premierem został Marian Zyndram-Kościałkowski. Następnie przedkładając interes państwa nad własny Sławek rozwiązał BBWR. Potem stracił stanowisko przewodniczącego Związku Legionistów Polskich na rzecz Adama Koca. Obóz pułkowników utrzymał wpływy jedynie w parlamencie do czasu nowych wyborów.
Rydz-Śmigły poszukując politycznego oparcia dla swojej grupy zlecił Adamowi Kocowi opracowanie programu politycznego nowego ugrupowania i powstał prorządowy Obóz Zjednoczenia Narodowego (OZN). Zapleczem Rydza stać się miała nowa polityczna struktura obozu rządzącego. Organizację spełniającej to zadanie partii zlecił 45-letniemu prezesowi Banku Polskiego, płk. Kocowi. Legionista, bohaterski żołnierz roku 1920, wojskowy, parlamentarzysta i publicysta, z biegiem lat, jak wielu innych, zatracił dawny radykalizm społeczny, stając się konserwatystą krańcowym, nawet o reakcyjnym zabarwieniu. Po zajadłych dyskusjach i odrzuceniu wstępnego, ultrakonserwatywnego – co przyznawał sam Śmigły – projektu deklaracji ideowej, Koc wystąpił ostatecznie 21 lutego 1937 roku, proklamując przez radio utworzenie Obozu Zjednoczenia Narodowego. 

## Organizacja
Według danych z grudnia 1937 roku do OZN-u należało 40–50 tys. członków, a w lutym następnego ok. 100 tys. Członkostwo mogło być indywidualne bądź zbiorowe (np. stowarzyszenia). Członkiem indywidualnym mógł być każdy obywatel Polski o „nieposzlakowanej opinii”, nie należący do żadnego innego ugrupowania politycznego. 
OZN miała cechować jednolitość kierownictwa i jednolitość myśli politycznej. System organizacyjny Obozu przedstawiany był jako synteza elementów rozkazodawczego, społeczno-opiniodawczego i planującego. Organem centralnym Obozu był Szef, który miał przewodniczyć Radzie i powoływać część jej członków. Według wytycznych organizacyjnych OZN z 28 III 1939 r. kierownik jednostki organizacyjnej miał moc rozkazodawczą, zaś organy kolegialne były czynnikiem opiniodawczym. Wszystkie instancje OZN pochodziły z nominacji. Istotnym elementem Obozu był paramilitarny aparat Prac Specjalnych zajmujący się „ochroną zapobiegawczą” (wywiadem) i „ochroną właściwą” (osób, imprez i lokali). Drużyny ochronne OZN wykazywały aktywność zwłaszcza w okresie przedwyborczym, nieraz atakując przeciwników. Obóz był organizowany odgórnie, nad jego działalnością sprawowała kontrolę administracja państwowa. Powoływane w ten sposób struktury miały często charakter fasadowy. 
W lutym 1938 wprowadzono unifikację organizacji miejskich i wiejskich OZN.
OZN miał własną reprezentację w parlamencie IV kadencji (1935–1938), opierającą się na tych posłach i senatorach, którzy przyjęli propozycję płk A. Koca i w 1937 roku zawiązali klub parlamentarny OZN.
Organizacją młodzieżową OZN był Związek Młodej Polski. 2 lutego 1938 powstała Służba Młodych Obozu Zjednoczenia Narodowego – organizacja młodzieżowa OZN, skupiająca inne organizacje.
Decyzją płk. Adama Koca z dniem 9 grudnia 1937 naczelnym organem prasowym OZN-u została „Gazeta Polska”.

## Program
Deklarację Koca podsumował Stanisław Cat-Mackiewicz: pod względem społecznym zbliżony jest do deklaracji stronnictwa zachowawczego, pod względem narodowym jest zdecydowanie nacjonalistyczny – akceptuje bez zastrzeżeń całą ideologię Dmowskiego. W programie OZN-u Żydzi zostali określeni jako „elementy obce” narodowi polskiemu, w związku z czym „nie mogą brać udziału w jego „dziś”, ani też przyczynić się do urabiania jego „jutra”. Postulatem OZN-u było m.in. „wydatne zmniejszenie liczby Żydów w Polsce”. Program społeczno-gospodarczy OZN miał charakter solidarystyczny; o ile początkowo kładł nacisk na własność prywatną i indywidualną inicjatywę, to później zaczął głosić hasła interwencjonizmu państwowego i gospodarki planowej. W zakresie ustroju politycznego OZN postulował państwo autorytarne ale w granicach konstytucji kwietniowej, nie przewidując ustanowienia systemu monopartyjnego. Na arenie międzynarodowej dążył do zapewnienia Polsce pozycji mocarstwowej (m.in. poprzez program kolonialny). 
Celem OZN było zjednoczenie narodu wokół ekipy rządzącej. Choć linia OZN klasyfikowana była jako skrajnie prawicowa, to sam OZN pozycjonował się jako ugrupowanie centrowe i umiarkowane, krytykując zarówno wszelkie skrajności jak sam podział na lewicę i prawicę. Szef sztabu OZN płk Jan Kowalewski deklarował równoczesne porozumienie z opozycją lewicową i prawicową. W praktyce porozumienie polegać miałoby na tym, że sanacja zmieniając retorykę i przejmując niektóre postulaty pozyska część opozycji (przede wszystkim umiarkowane skrzydło Stronnictwa Ludowego i młodzież narodową utożsamianą z ONR) neutralizując zarazem pozostałą.

## Reakcje
OZN, począwszy od jego nazwy, która dała natychmiastowy powód do złośliwych kalamburów, był uznawany przez przeciwników za przedsięwzięcie chybione. Jego program, z czytelnymi odwołaniami do autorytarnych ideologii, spowodowany taktyczną chęcią pozyskania elektoratu, a nawet i sojuszników na prawicy, spotkał się z surowymi ocenami środowisk lewicowych, które widziały w nich tendencje faszystowskie, a także (mimo zawartych w Deklaracji pochwał Piłsudskiego) – ideowych piłsudczyków. Wacław Jędrzejewicz, brat Janusza i były minister, zauważał, że deklaracja Koca była zbyt podobna do totalitarnych ruchów społeczno-politycznych we Włoszech i Niemczech, a przez to tak daleka od haseł, pod którymi dotychczas grupowali się piłsudczycy. Przeciwko OZN występowały prawie wszystkie partie – od lewicy do prawicy – w parlamencie i poza nim. Dopiero zagrożenie niemieckie doprowadziło do zaniechania wewnętrznych sporów i skupienia się na wzmocnieniu siły państwa.

## Historia
Początkowo OZN pod kierownictwem Koca starał się pozyskać młodzież narodową. Działacze OZN prowadzili rozmowy zarówno z ONR-ABC jak i z „młodymi” w Stronnictwie Narodowym. Szczytowym punktem zbliżenia była wizyta Śmigłego-Rydza na komersie korporacji "Arkonia" 19 V 1937 r. Ta próba pozyskania młodzieży narodowej zakończyła się jednak fiaskiem. Wykorzystał to Ruch Narodowo-Radykalny („Falanga”), który zawarł z Kocem porozumienie przejmując kontrolę nad Związkiem Młodej Polski.
Decyzja ta doprowadziła do oporu lewego skrzydła sanacji obawiającego się faszyzacji kraju. W październiku 1937 r. doszło do przesilenia, gdy zwolennicy Koca próbowali powołać nowy rząd bez ministrów Mościckiego. Pojawiły się plotki o planach przeprowadzenia przewrotu (nazwanego "nocą św. Bartłomieja"). Kontrakcja umiarkowanego skrzydła sanacji doprowadziła do odwrotu od koncepcji totalitarnych. Niebawem Kowalewskiego na stanowisku szefa sztabu OZN zastąpił krytyczny wobec ONR Zygmunt Wenda, a 10 I 1938 r. szefem Obozu został gen. Stanisław Skwarczyński. Nowy szef OZN zapowiedział, że żadne istotne zmiany nie zachodzą, jednak powszechne było przekonanie, że przemiany w OZN są sukcesem "Naprawy" i symptomem liberalizacji. W ich wyniku zintensyfikowano m.in. próby dialogu z ludowcami. 
Usunięcie Koca doprowadziło jednak do kolejnego konfliktu z sanacyjną prawicą (grupa "Jutro Pracy", były premier Leon Kozłowski, Maria Rodziewiczówna i Janina Prystorowa, większość konserwatystów np. Zygmunt Leszczyński, Konstanty Rdułtowski) i Falangą.
W czasie II wojny światowej działacze OZN stworzyli m.in. Obóz Polski Walczącej.